# Danse Mahari

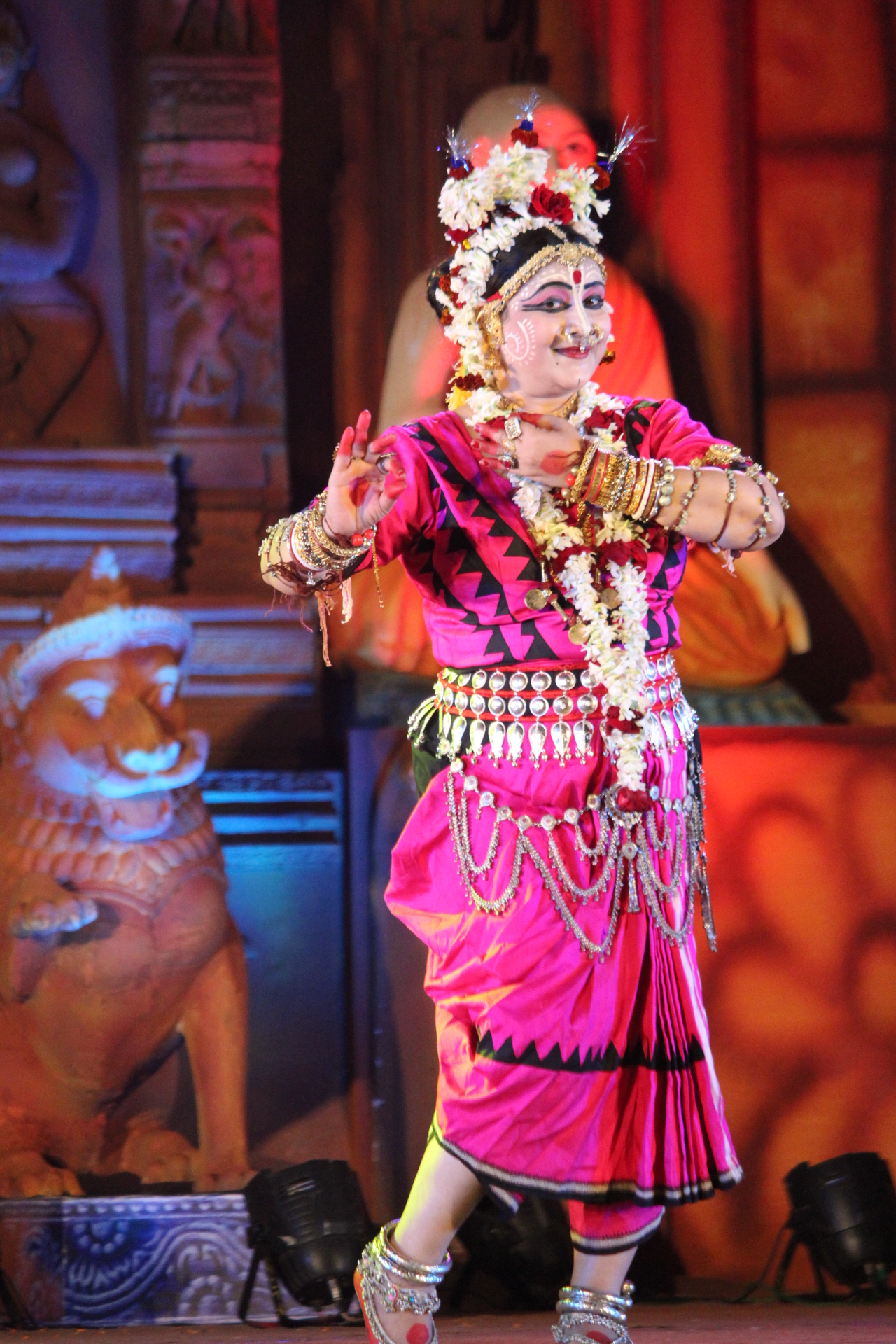
La danse Mahari, l'une des formes de danse importantes d'Odisha, a donné naissance à la forme de danse classique moderne d'Odissi.

La danse Mahari est une forme de danse rituelle de l'État d'Odisha, dans l'est de l'Inde. Elle était exécutée au temple de Jagannâtha à Purî par des danseuses devadâsî appelés maharis.
À la suite de l'abolition du système devadâsî, la danse a été suspendue au temple de Jagannath mais elle est maintenant interprétée sur scène dans de nombreux lieux. La danse Mahari a encouragé le développement des formes de danse Odissi et Gotipua d'Odisha,. Les Maharis comptent parmi les principales représentantes de la danse traditionnelle odia (en) et de la musique Odissi.

## Histoire

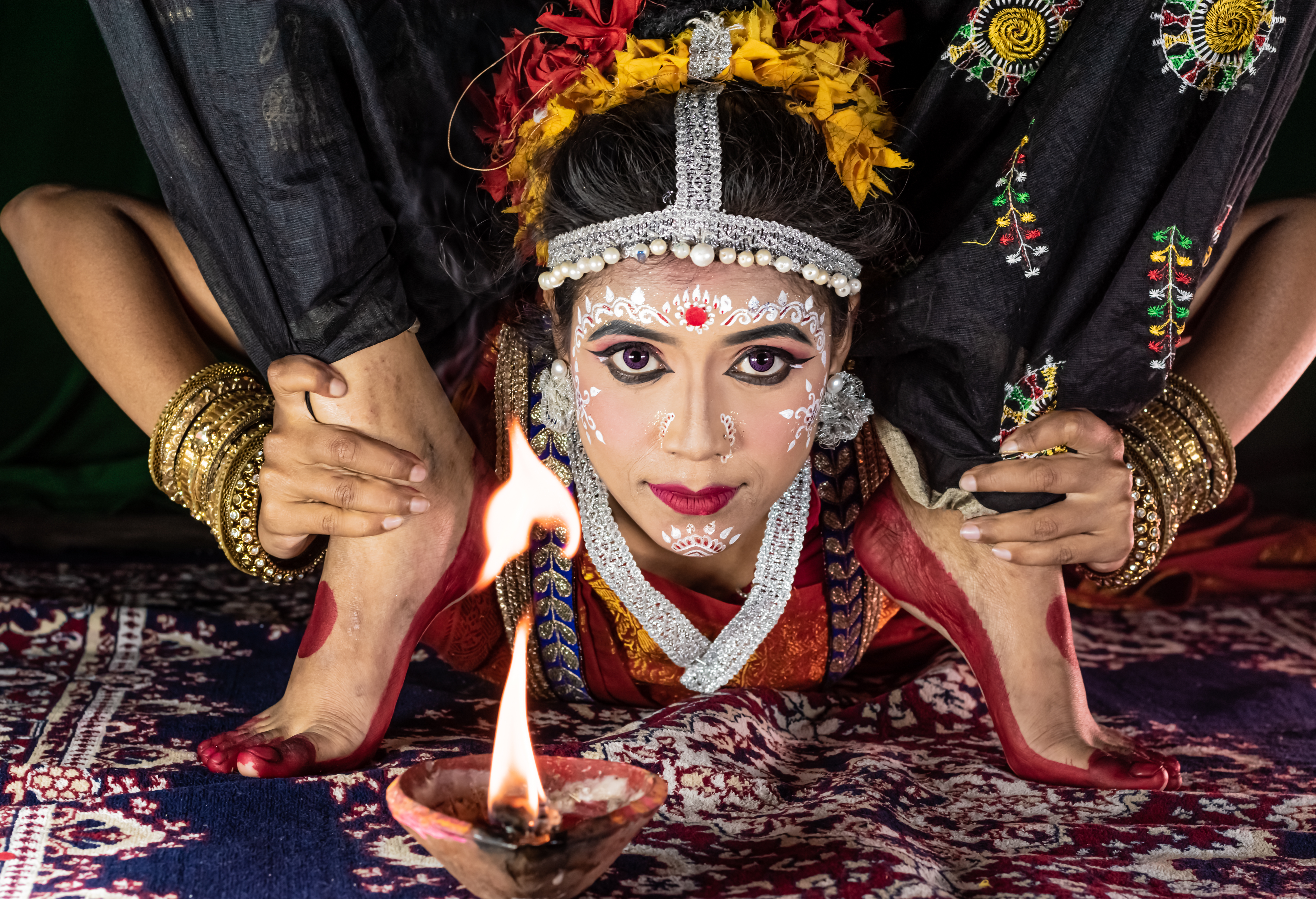
Posture acrobatique de type yoga dans la danse gotipua, issue de la danse mahari (2019).

La danse Mahari trouve ses origines il y a près de mille ans, période à laquelle la danse fait partie intégrante des rituels quotidiens du temple de Jagannath de Purî depuis l'époque des dirigeants Ganga (en) d'Utkala (en).
Au XIIe siècle, Chodaganga Deva donne à la danse un statut légal, créant de nouveaux établissements pour les maharis, et introduisant de nouvelles cérémonies religieuses.
La forme classique de danse Odissi plonge ses racines dans la danse Mahari. La danse Gotipua, quant à elle, émerge comme une ramification de la tradition Mahari lorsque celle-ci décline aux XVe et XVIe siècles. Les danses Gotipua et Mahari étaient patronnées par Ramachandra, le Raja de Khurda : c'est à partir de son époque que les devadâsîs, qui jusqu'alors n'étaient attachées qu'aux temples, deviennent patronnées par les cours royales.
Avec l'abolition du système devadâsî dans l'Inde indépendante, la danse Mahari entre dans une période de déclin constant. Sa reprise et son adaptation pour les interprétations scéniques sont attribuées au doyen Odissi Guru Pankaj Charan Das. La danseuse Odissi Rupashri Mohapatra, disciple de Pankaj Das, joue également un rôle notable dans la renaissance de la danse Mahari. La danse était autrefois enseignée exclusivement aux maharis du temple de Jagannath.
La dernière mahari professionnelle est Sashimani Devi.

## Maharis
Les Maharis sont les danseuses du temple ou les devadâsîs du temple de Jagannath à Purî et c'est d'elles que la danse tire son nom. Selon la légende, Jagannath profite d'un récital de danse mahari avant de se coucher le soir, une représentation que les danseuses exécutèrent pour sa satisfaction. Les maharis reçurent des concessions de terres pour leur subsistance, et se sont en retour comportées comme les épouses de la divinité, chantant et dansant la Gita-Govinda de Jayadeva pour lui plaire.
La Gita Govinda est rituellement chantée selon les râgas et tâlas traditionnels de la musique Odissi, musique classique traditionnelle de l'état d'Odisha. La divinité elle-même est habillée de saris spécialement tissés, le tissu contenant des versets du Govinda brodés, et la mahari, vêtue de bijoux spéciaux et ornée de fleurs, se produit exclusivement pour la divinité,.
Le terme mahari signifie maha-nari signifiant « grande dame ». Les Maharis se produisent exclusivement pour la divinité dans le sanctum sanctorum dans le cadre des rituels quotidiens au temple et occasionnellement lors des processions du temple. Autrefois, les maharis jouissent d'une place d'estime dans la société et les filles des grandes familles en faisaient une profession respectable. Les Maharis appartiennent à six groupes, à savoir Bhitara Gauni, Bahara Gauni, Nachuani, Patuari, Raj Angila, Gahana Mahari et Rudra Ganika.
Depuis l'abolition du système devadâsî, la danse n'est plus pratiquée au temple de Jagannath.

## Prix Mahari
Le prix Mahari est un prix institué par la Fondation de recherche Guru Pankaj Charan Odissi. En 2012, il est décerné à la danseuse Odissi Minati Pradhan.

## Galerie

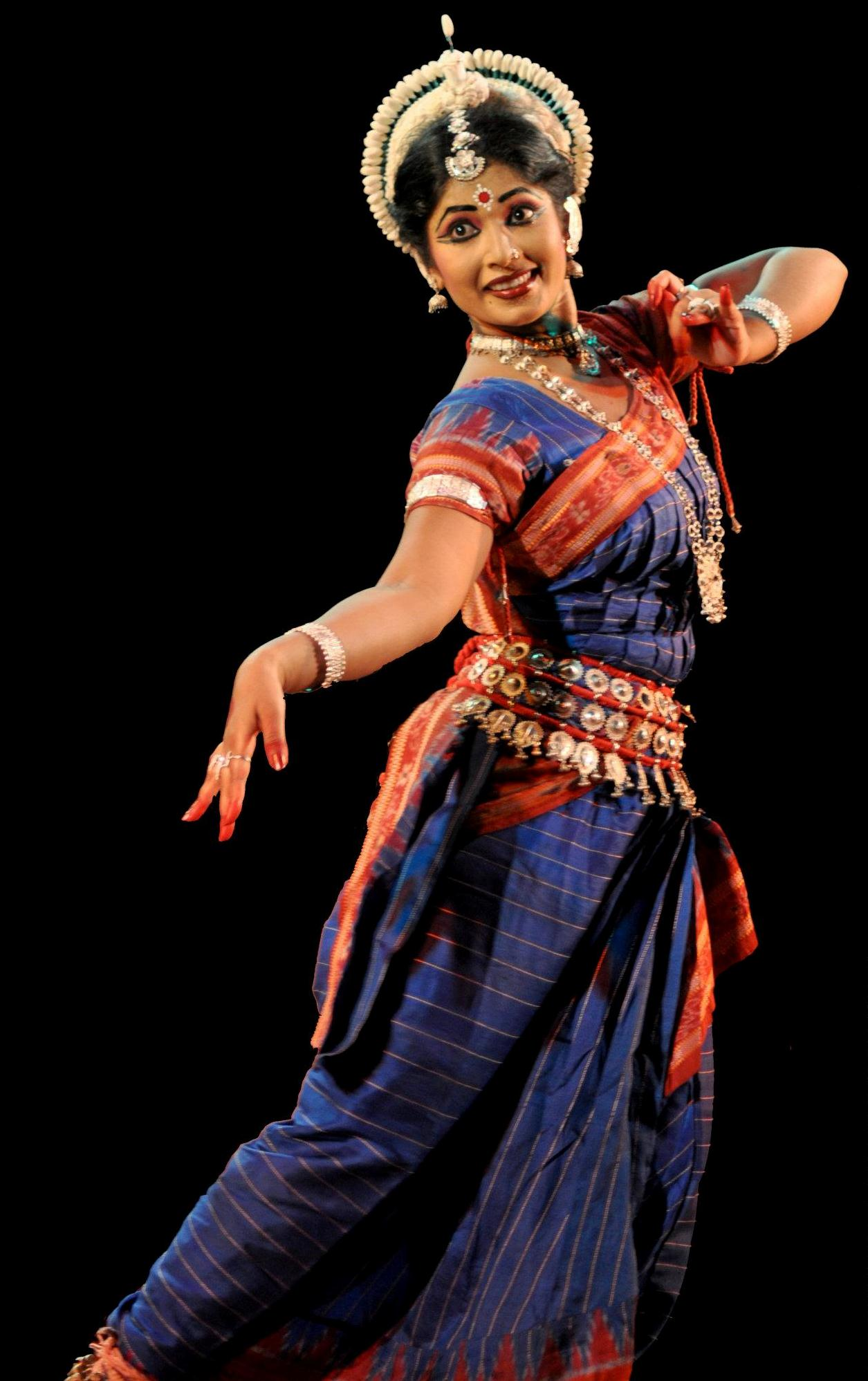
Mahari Dance festival, 2012
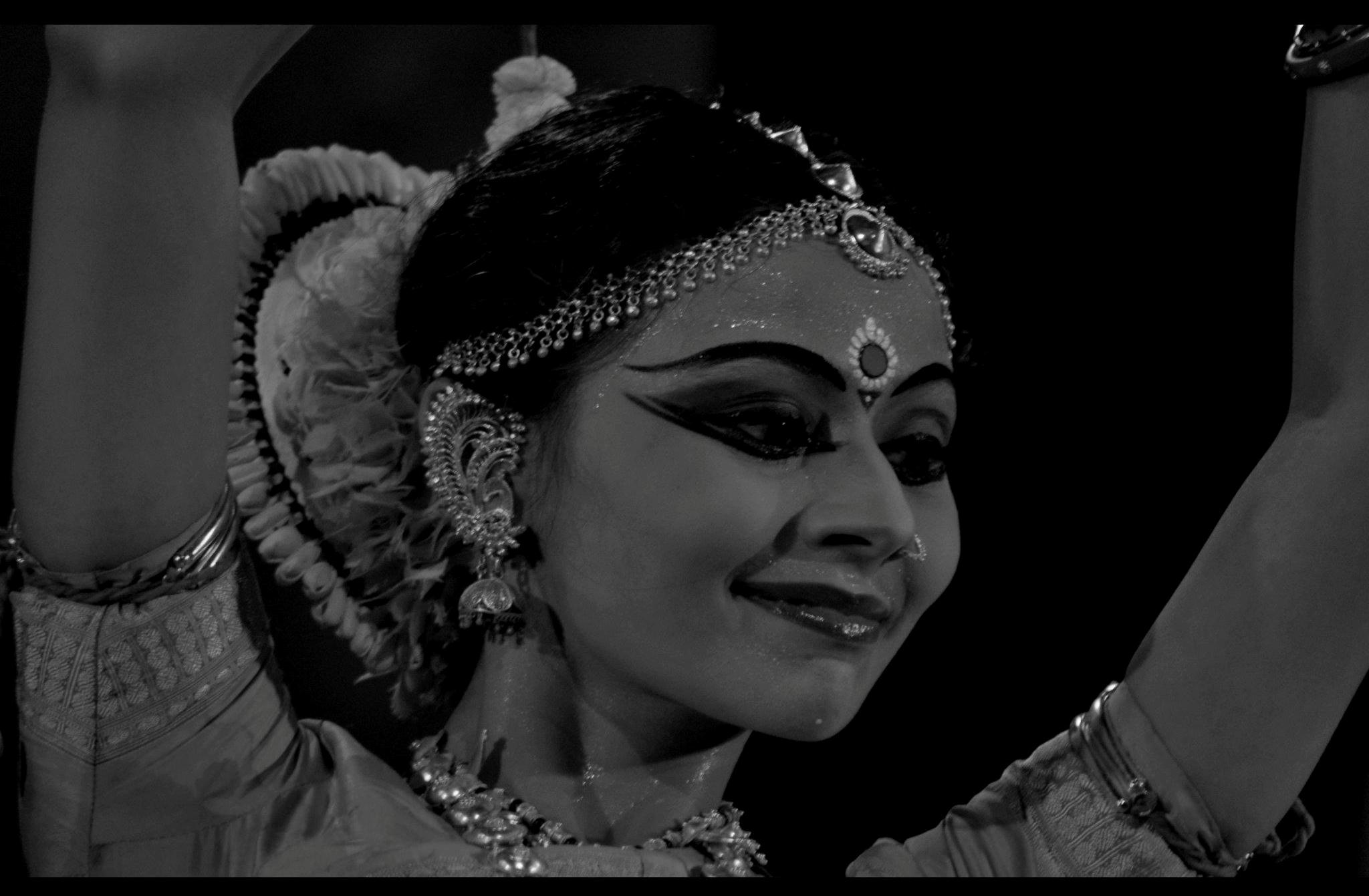
Kaustavi Sarkar, au Mahari Dance festival, 2012
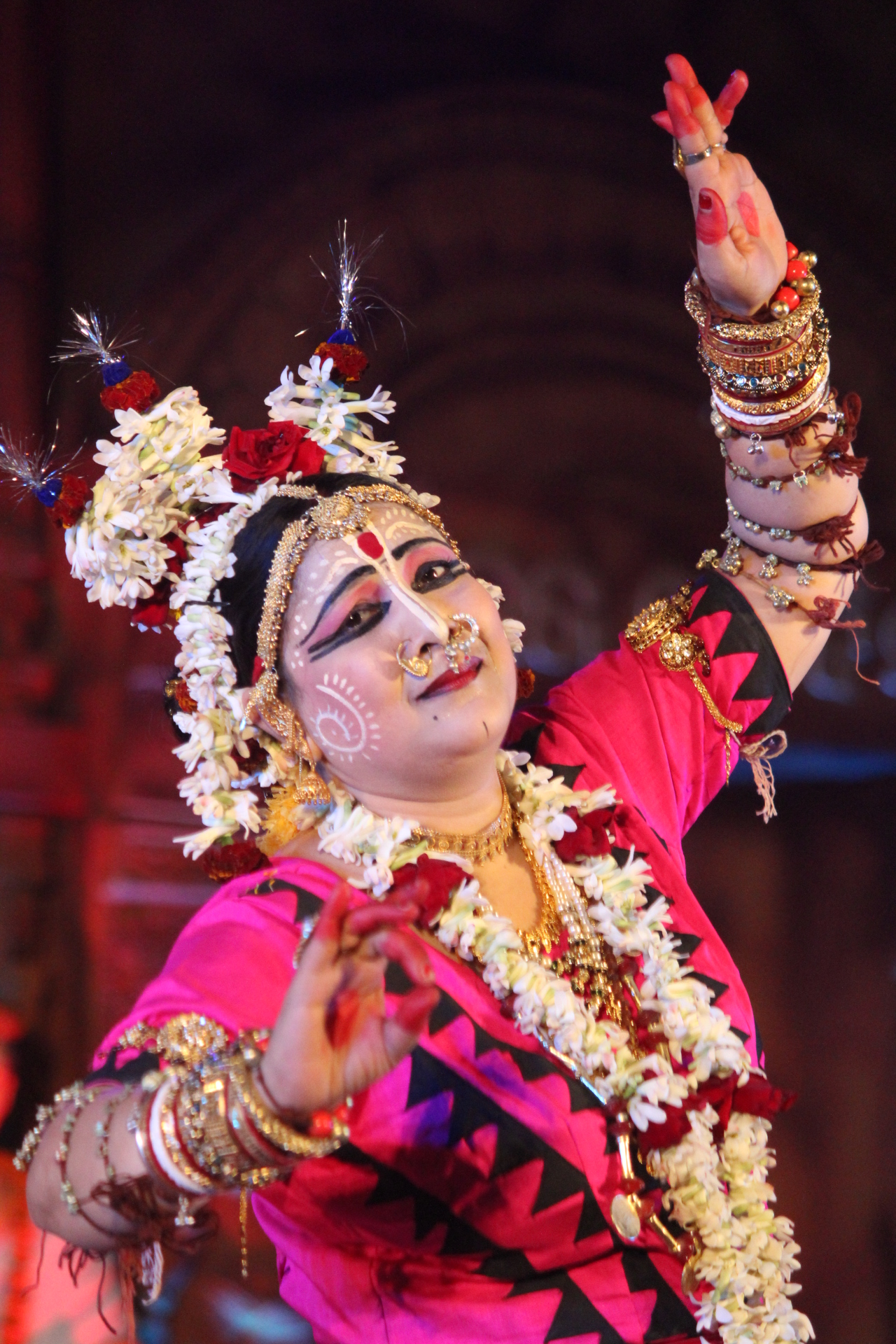
Guru Rupashree Mohapatra, 2016
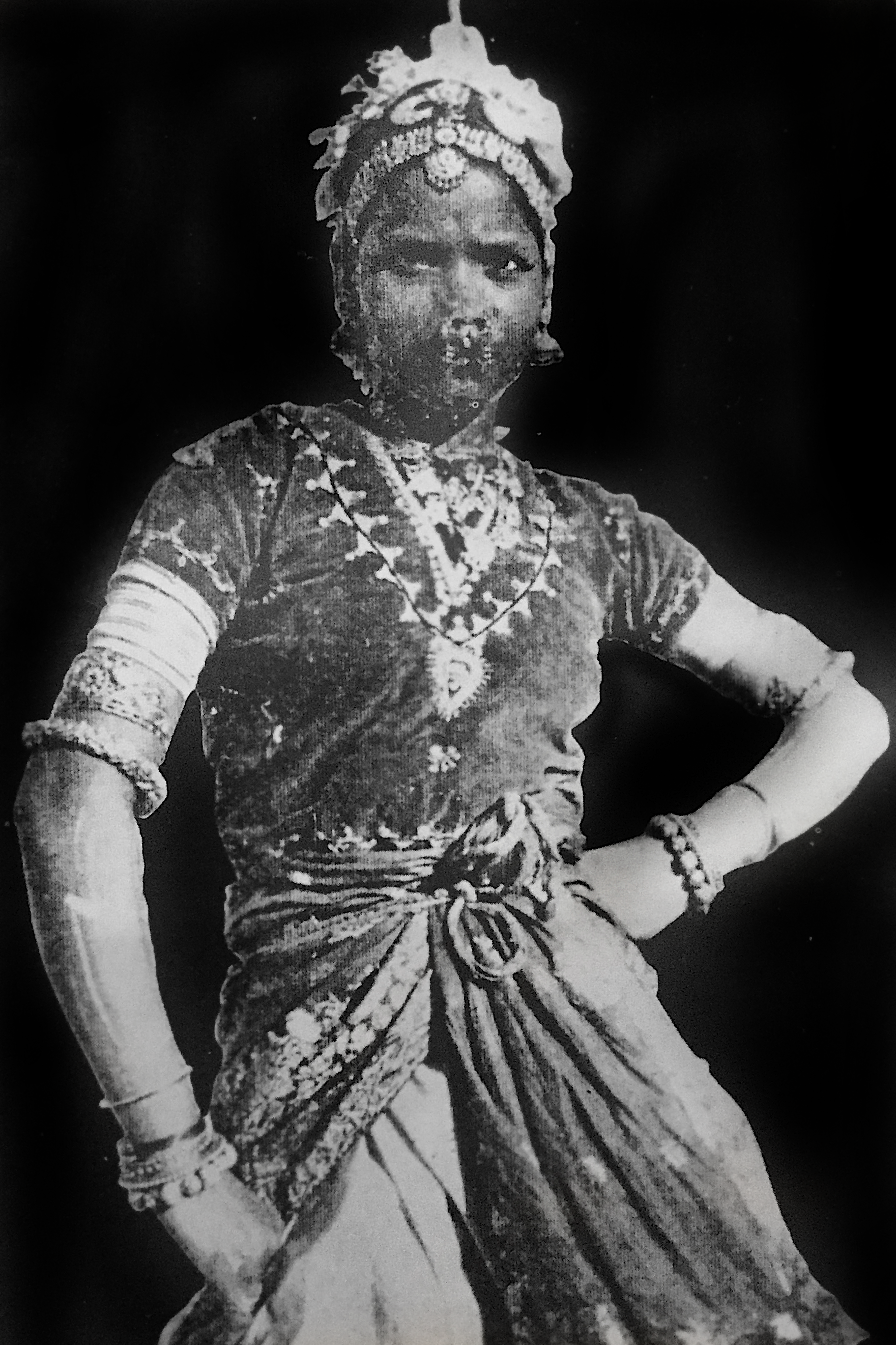
Danseuse Mahari de l'Odisha, courant du XXe siècle